# Jordan-Claire Green
Jordan-Claire Green, född 31 oktober 1991 i Terceira, Acores, Portugal, är en amerikansk skådespelerska.

## Filmografi
- 2009 – A Thousand Words
- 2008 – American Primitive
- 2008 – Forgotten Pills
- 2005 – The 12 Dogs of Christmas
- 2005 – Come Away Home
- 2003 – School of Rock

Jordan-Claire har även medverkat i tv-serier som Alias, Girlfriends och Arrested Development.